# Margit Pflagner
Margit Pflagner, geborene Margarete Herta Schneider, (* 13. September 1914 in Bielitz, Schlesien; † 29. November 2010 in Eisenstadt, Burgenland) war eine österreichische Autorin, Hörspielautorin, Lyrikerin, Biographin und Übersetzerin.

## Leben
Pflagner absolvierte ein Studium der Germanistik, Romanistik und Zeitungswissenschaft an der Universität Wien und war als freie Journalistin tätig.
Bemerkenswert ist ihre Redaktion der Tagebücher von Heinrich Harrer, womit dessen Werk Sieben Jahre in Tibet entstand.

## Werke
- mit Franz Probst: Mein Heimatvolk – mein Heimatland. Ein Volksbuch vom Burgenland. Einband und Buchschmuck von Hans Langer, Volksbildungswerk für das Burgenland, Eisenstadt 1951.
- Jean-Jacques Gautier: Der Brunnen zur dreifachen Wahrheit. Deutsche Übersetzung von Margit Pflagner, Roman, Forum Verlag, Wien 1962.
- Jean Monteaux: Kein Beruf für eine Frau. Deutsche Übersetzung aus dem Französischen von Margit Pflagner, Ueberreuter Verlag, Wien 1963.
- Till Eulenspiegel und seine lustigen Streiche. Neu erzählt von Margit Pflagner. Zeichnungen von Ulrik Schramm, Tosa Verlag, Wien 1963, Buchgemeinde Alpenland, Klagenfurt 1965.
- Findling im Schilf. Illustration von Kurt Röschl, Jugendschrift, Österreichischer Bundesverlag, Wien 1966, Verlag für Jugend und Sport, München 1966.
- Die goldene Brücke. Ein Märchenbuch. Jugendschrift, Internationale Lenau-Gesellschaft – Nikolaus Britz (Hrsg.), Auswahl und Bearbeitung: Margit Pflagner. Illustration von Ádám Würtz, Bohmann Verlag, Wien 1967.
- mit Jindřich Marco (Fotos): Burgenland. 80 Farbbilder. Erläuterungen in Deutsch und Englisch, Geleitwort von Landeshauptmann Theodor Kery, Englische Übersetzung: Ursula Halama, Frick Verlag, Wien 1970.
- mit Lajos Luzsicza (Illustration): Streifzüge durch Westungarn. Mit 16 Farbtafeln. Edition Roetzer, Eisenstadt 1978, ISBN 3-85374-044-8.
- Begegnung mit dem Burgenland. das Grenzland in der Literatur. Texte aus den Werken von Heimito von Doderer u. a. Beiträge von Lambert Binder u. a., Kulturreferat d. Burgenländischen Landesregierung (Hrsg.), Margit Pflagner (Redaktion), Mit 8 Federzeichnungen von Anton Lehmden, 130 Exemplare enthalten 2 signierte Originalradierungen von Anton Lehmden, Belvedere Verlag, Wien 1971.
- Hans Diplich. Der Banater Schriftsteller und sein Werk. Monographie, Bläschke Verlag, St. Michael 1982, ISBN 3-7053-1767-9.
- eine Einführung zu: Nikolaus Berwanger: Steingeflüster. Lyrische Bekenntnisse eines Rumäniendeutschen. Auswahl und Vorwort von Michael Rehs, Olms Verlag, Auslandsdeutsche Literatur der Gegenwart Band 14, Hildesheim 1983, ISBN 3-487-08256-X.
- mit einer Arbeitsgemeinschaft: Österreich-Lesebuch. Mehrteiliges Werk für Volksschulen, Bundesverlag, Wien 1991, ISBN 3-215-10037-1, Ueberreuter Verlag, ISBN 3-8000-6525-8.
- Fülle der schönen Natur. Gedichte, Edition Roetzer, Eisenstadt 1994, ISBN 3-85374-246-7.
- Josef Marschall. Leben und Werk. Marschall-Kreis St. Margarethen im Burgenland (Hrsg.), Oberwart 1997, ISBN 3-901757-04-X.